# María Manuela Kirkpatrick
Donna María Manuela Enriqueta Kirkpatrick de Grevignée (Malaga, 24 febbraio 1794 – Carabanchel, 22 novembre 1879) è stata una nobildonna spagnola di ascendenza britannica e francese, nonché madre dell'imperatrice Eugenia di Francia.

## Biografia

### Infanzia
Doňa María Manuela era la figlia di uno scozzese espatriato, William Kirkpatrick, mercante di vino e console degli Stati Uniti d'America a Malaga (in Spagna), e di una nobilddonna liegese, Marie Françoise de Grevignée, la cui sorella Catherine sposò il diplomatico francese Mathieu de Lesseps. Manuela era una donna brillante, vivace e talentuosa.  

### Matrimonio

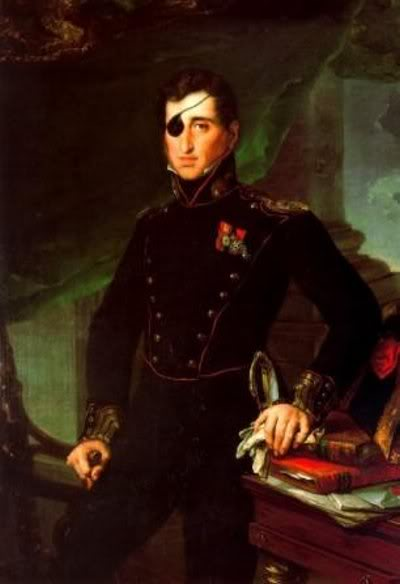
Cipriano de Palafox y Portocarrero

Nel 1817 sposò Don Cipriano de Palafox y Portocarrero de Guzmán (1785 - 1839), conte di Teba e più tardi conte di Montijo, marchese di Algava e duca di Peñaranda, Grande di Spagna, bonapartista e veterano delle guerre napoleoniche. Ebbero due figlie: la maggiore era María Francisca de Sales, generalmente nota come Paca (1825-1860), che ereditò gran parte dei beni di famiglia, mentre la minore era María Eugenia, nata un anno dopo Paca e morta nel 1920. Dopo Eugenia nacque anche un maschio, morto in tenera età e di cui è noto solo il soprannome, Paco. Negli anni '30 Manuela e le figlie si trasferirono a Parigi, ove le due giovani vennero educate.

### In Francia

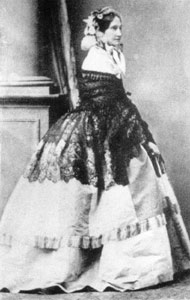
María Manuela Kirkpatrick in un ritratto fotografico

Qui Manuela rinnovò la sua collaborazione con George Villiers, IV conte di Clarendon, che si dice sia stato suo amante e padre delle sue figlie. Ella continuò anche l'amicizia con Prosper Mérimée, che aveva incontrato in Spagna e che ebbe a cuore l'educazione delle due ragazze. Manuela rappresentò per Mérimée la fonte della Carmen, novella da cui sarà tratta l'omonima opera. Nel 1837, Manuela si reco' per breve tempo in Inghilterra per ampliare ulteriormente l'istruzione delle figlie, ma ritornò presto a Parigi. 

### Vedovanza

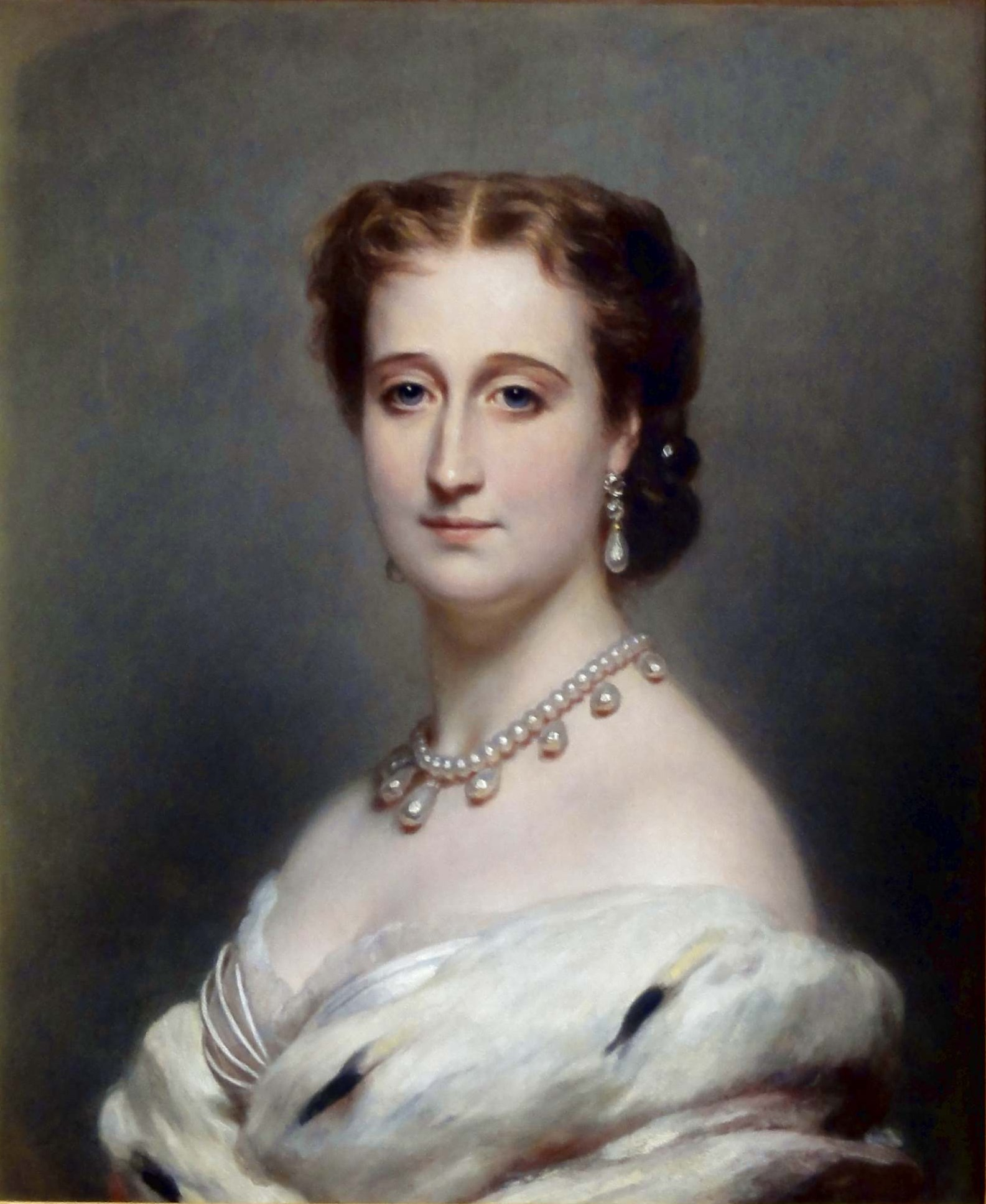
Eugenia de Montijo, imperatrice dei Francesi

Dopo la morte del marito, e forse per la delusione causata dal matrimonio di Villiers con una dama inglese, Manuela si impegnò in una intensa vita sociale, ed il suo obiettivo divenne il trovare un ottimo partito per le due figlie. Nel 1844 Paca sposò Jacobo Luis FitzJames Stuart Ventimiglia Álvarez de Toledo Beaumont y Navarra, ottavo duca di Berwick, ottavo conte di Tinmouth, ottavo barone Bosworth, VIII duca di Liria r Xérica, XV duca di Alba de Tormes (1821-1881), uno dei più ricchi scapoli d'Europa. Eugenia non fu da meno; anzi, superò la sorella in importanza, riuscendo a sposare Napoleone III di Francia, e diventando così imperatrice dei Francesi. Manuela visse abbastanza da vedere l'apice e la caduta del Secondo impero francese.

## Discendenza

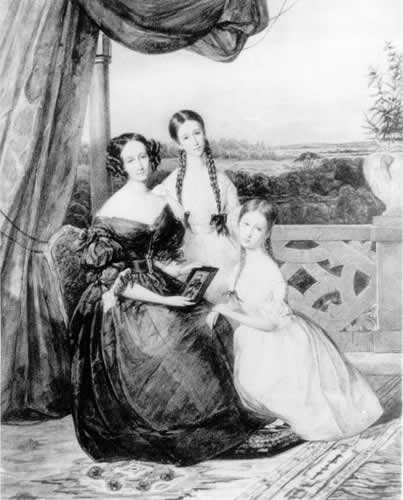
María Manuela Kirkpatrick con le figlie

Dal matrimonio tra María Manuela Kirkpatrick e Cipriano de Portocarrero nacquero:
- María Francisca de Palafox y Portocarrero de Guzmán y Kirkpatrick (1825-1860), dodicesima duchessa di Peñaranda, nota come Paca, che ereditò gran parte dei beni di famiglia.
- María Eugenia de Palafox y Portocarrero de Guzmán y Kirkpatrick (1826-1920), decima contessa di Montijo, sposò Napoleone III di Francia e divenne imperatrice.
- Un maschio, nato dopo Eugenia e morto bambino, di cui è noto il soprannome, Paco.